# Визнання геноциду українців (2022)

Країни, які офіційно визнають геноцид українців під час російського вторгнення в Україну в 2022 році актом геноциду (2022)

Геноцид українців російськими військами під час вторгнення 2022 року визнаний, станом на 11 травня 2022 рішеннями парламентів країн Балтії, Польщі, Канади, Чехії, Ірландії та України.
Латвія та Естонія у свою чергу заборонила використання літери Z та інших символів, які, як вважають, виражають підтримку російського вторгнення в Україну.
Після відкриття Бучанської різанини, під час якої російські війська вбили багатьох мирних жителів України, низка світових лідерів звинуватила Росію у скоєнні геноциду українців під час російського вторгнення в Україну 2022 року. Експерти розділилися щодо того, як оцінити проблему. Ці події або трактуються як геноцид, що триває, або не через відсутність доказів, при цьому визнають наявність передумов. Розслідування щодо виявлення доказів геноциду ведеться низкою міжнародних комісій і структур.

## Законодавче визнання
Список тих держав і організацій, що визнали дії військ Російської Федерації, учинені на теренах України у ході відкритого вторгнення, геноцидом українського народу:
| Країна      | Дата       |
| Польща      | 2022-03-23 |
| Україна     | 2022-04-14 |
| Латвія      | 2022-04-20 |
| Естонія     | 2022-04-21 |
| Канада      | 2022-04-28 |
| Литва       | 2022-05-10 |
| Чехія       | 2022-05-11 |
| Ірландія    | 2022-06-02 |
| Організація | Дата       |
| ПАРЄ        | 2023-04-27 |
| ПА ОБСЄ     | 2024-06-29 |

### Польща
23 березня 2022 року Сейм Польщі ухвалив резолюцію про вчинення Росією воєнних злочинів, злочинів проти людства та порушення прав людини на території України. Відповідно до резолюції Польща засудила акти геноциду та інші порушення міжнародного права, вчинені російськими військами на території України. У постанові зазначено, що ці злочини скоєні «за наказом головнокомандувача президента Володимира Путіна».

### Україна
14 квітня 2022 року Верховна Рада України ухвалила постанову «Про вчинення Російською Федерацією геноциду в Україні», якою дії російських військ та російського керівництва в Україні визнаються геноцидом українського народу. Відповідно до заяви ВР щодо постанови, акти геноциду в діях Російської Федерації проявляються наступним чином:
- масові звірства, вчинені російськими військами на тимчасово окупованих територіях
- систематичні випадки умисного вбивства мирного населення
- масові депортації мирного населення
- переміщення українських дітей-переселенців до системи освіти Російської Федерації
- захоплення та цілеспрямоване знищення об'єктів господарської інфраструктури
- системні дії Російської Федерації, розраховані на поступове знищення українського народу

### Естонія
21 квітня 2022 резолюцію про геноцид українського народу, учинений російськими військами, було одноголосно схвалено парламентом Естонії.

### Латвія
21 квітня Сойм Латвії одноголосно визнав дії військ РФ геноцидом українського народу.

### Канада
28 квітня 2022 Палата громад парламенту Канади визнала злочини РФ в Україні геноцидом. У заяві Палати зазначається, що воєнні злочини рашистів — це масові звірства, систематичні випадки умисного вбивства українських цивільних, осквернення трупів, примусову депортацію українських дітей, катування, зґвалтування, фізичне та психологічне травмування.

### Литва
10 травня Сейм Литви одноголосно визнав дії РФ геноцидом українців.

### Чехія
Сенат Чеської Республіки проголосував за постанову, якою визнав дії армії РФ на території України геноцидом українського народу.

### Ірландія
Сенат Ірландії у середу 2 червня 2022 року ухвалив резолюцію, яка вважає вторгнення російської федерації в Україну геноцидом.

### Парламентська асамблея Ради Європи
27 квітня 2023 року ПАРЄ визнала депортацію та насильницьке переміщення українських дітей на територію Російської Федерації, як такими, що мають ознаки геноциду. ПАРЄ закликала Міжнародний кримінальний суд розглянути можливість кримінального переслідування за цей злочин. Також ПАРЄ визнала самопроголошеного президента Білорусі Олександра Лукашенка причетним до геноциду українців.

### Парламентська асамблея Організації з безпеки і співробітництва в Європі
Парламентська асамблея ОБСЄ визнала дії військово-політичного керівництва РФ та її збройних сил у ході повномасштабного вторгнення геноцидом українського народу.

## Заяви посадових осіб та організацій

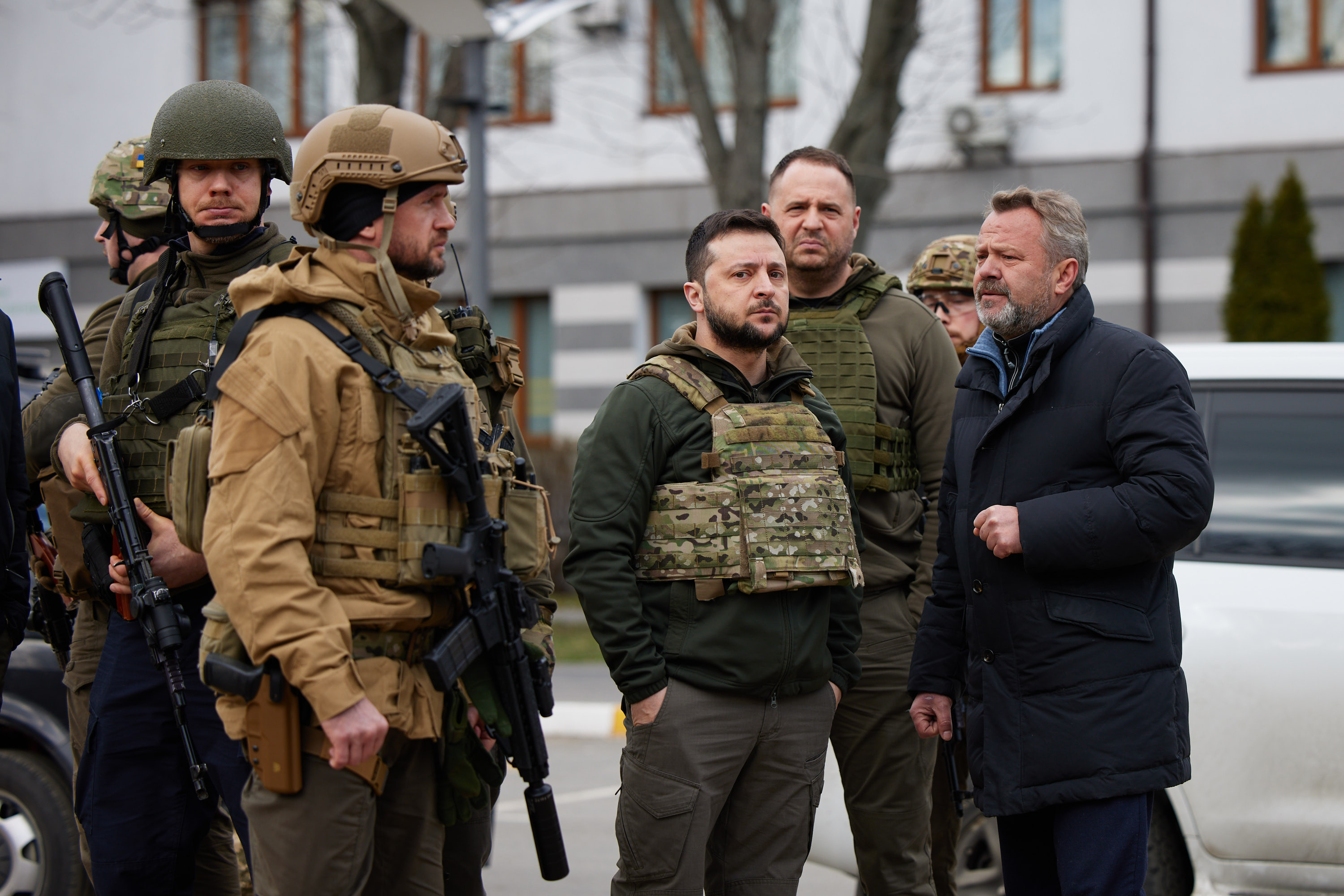
На передньому плані – Володимир Зеленський та мер Бучі Анатолій Федорук, на задньому – керівник ОПУ Андрій Єрмак, 4 квітня 2022 року

Через кілька днів після виявлення доказів Бучанської різанини президент України Володимир Зеленський заявив, що Україна переживає спробу геноциду. Президент Польщі Анджей Дуда, прем'єр-міністр Польщі Матеуш Моравецький, прем'єр-міністр Іспанії Педро Санчес, президент Колумбії Іван Дуке, американський президент Джо Байден і прем'єр-міністр Канади Джастін Трюдо також оцінили ситуацію в Україні як бійню. Прем'єр-міністр Великої Британії Борис Джонсон заявив, що «звірства в Бучі недалекі від геноциду».
13 квітня 2022 року президент Франції Емманюель Макрон заявив, що хоче бути «обережним з умовами», поставивши під сумнів корисність «ескалації слів» для припинення війни, уточнивши, що «Росія в односторонньому порядку розпочала жорстоку війну, і тепер це встановлено що воєнні злочини скоїла російська армія». Президент України Володимир Зеленський розкритикував слова Макрона.
Всеукраїнська рада церков і релігійних організацій закликала кожну державу світу визнати геноцид українського народу під час російського вторгнення 2022 року та засудити ідеологію «російського світу».
Президент США Байден звинуватив Путіна у спробі стерти з лиця землі культуру та ідентичність українського народу.
Глава МЗС Литви Габріелюс Ландсбергіс вважає, що президент РФ Володимир Путін має на меті знищити український народ.

## Дебати

### Характер воєнних злочинів проти мирного населення

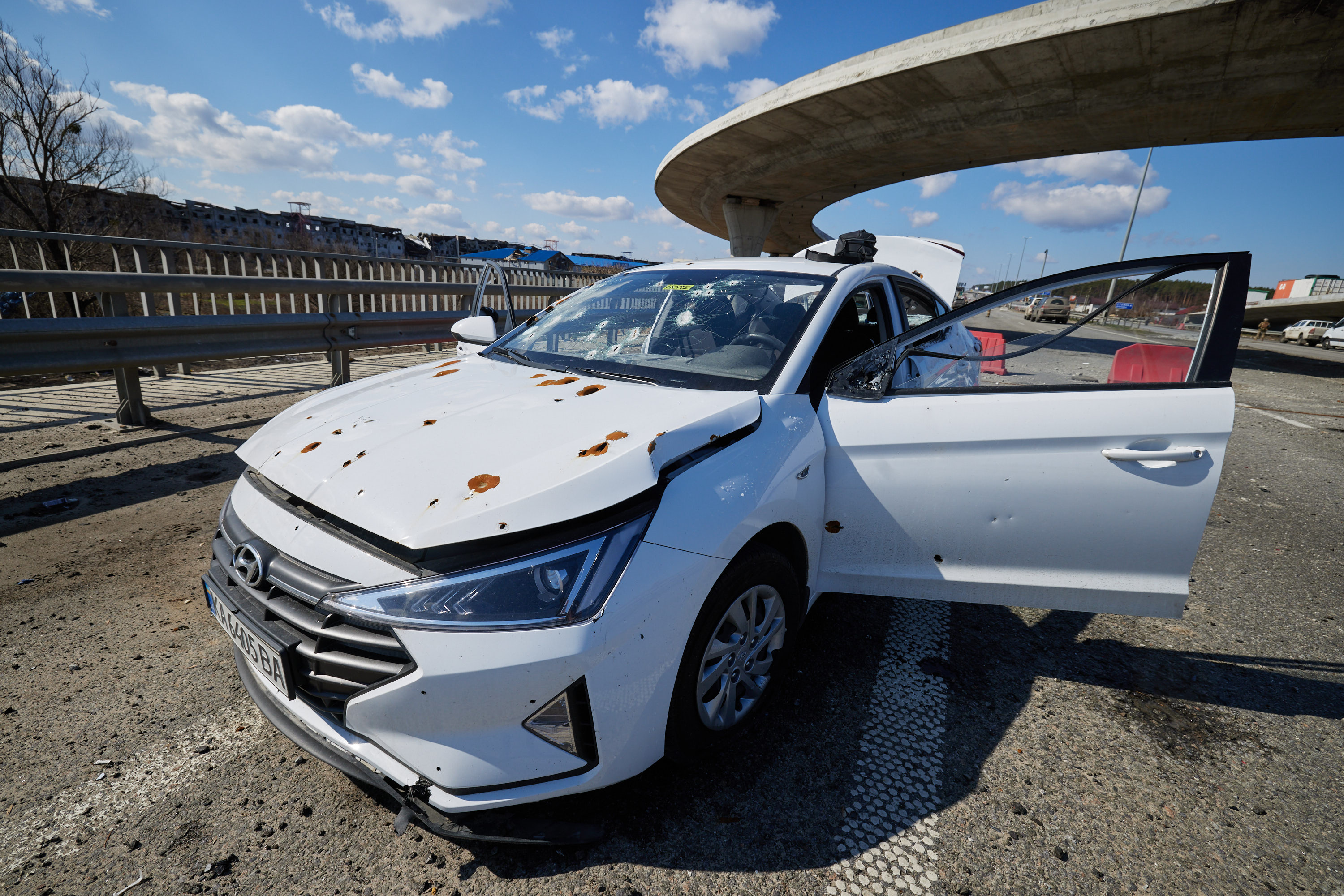
Цивільний автомобіль із кульовими дірками на околиці Ірпіня Київської області

Правозахисні організації Amnesty International та Human Rights Watch зафіксували масові випадки злочинів російських Збройних сил проти мирного населення на окупованих територіях, зокрема катування, страти, зґвалтування та пограбування. Після різанини в Бучі генеральний секретар Amnesty International Аґнес Калламар заявила, що вчинені злочини «не є поодинокими інцидентами і, ймовірно, є частиною ще більшої схеми воєнних злочинів, включаючи позасудові страти, катування та зґвалтування в інших окупованих регіонах України». За словами доктора Джека Вотлінґа з Королівського об'єднаного інституту оборонних досліджень, ці дії є частиною російської доктрини антипартизанської війни. Його мета — «помститися населенню за зухвалість чинити опір». Вотлінґ зазначив, що подібна тактика використовувалася під час війни в Чечні, в конфлікті в Афганістані та під час Другої світової війни.

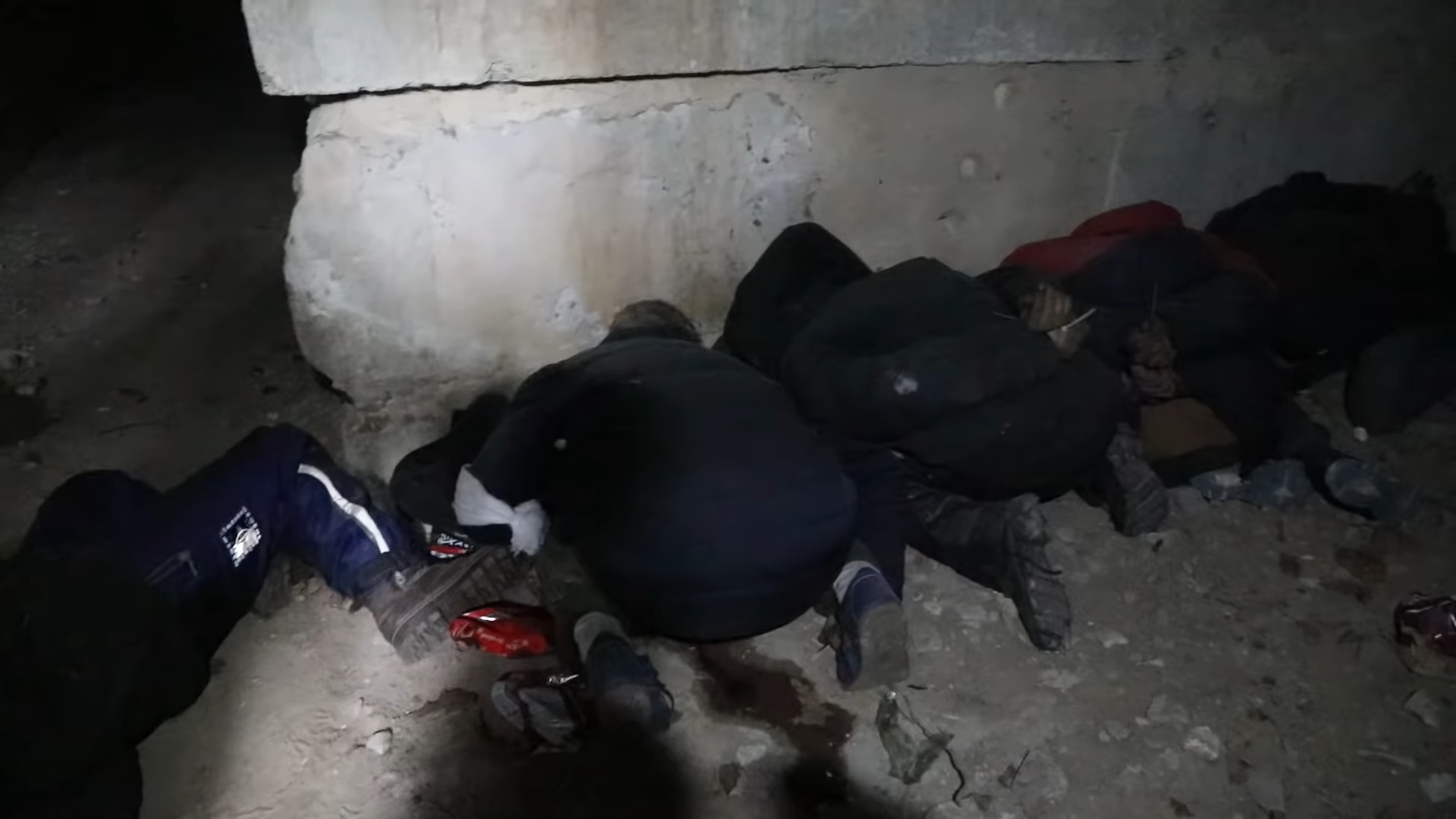
Розстріляні мирні жителі у підвалі одного з будинків Бучі

Про організований характер вбивств мирних жителів повідомляли також представники спецслужб Великої Британії та Німеччини. Глава британської розвідки МІ6 Річард Мур у зв'язку з вбивствами в Бучі зазначив: «Ми знали, що плани Путіна щодо вторгнення передбачали позасудові страти з боку військових і спецслужб». 7 квітня німецький журнал Der Spiegel опублікував дані зі звіту німецької розвідки до Бундестагу від 6 квітня. Згідно з озвученими парламентарями даними радіоперехоплень, російські військові здійснювали вбивства мирних жителів і розстріли українських військовополонених після того, як вони пройшли допит. Те, що в них описано, відповідало місцезнаходженням тіл, знайдених у Бучі. Der Spiegel дійшов висновку, що вони показали, що масові вбивства не були ні випадковими діями, ні низовою ініціативою якихось військових. Набагато імовірніше, що ці матеріали вказують на те, що вбивства мирних жителів можуть бути частиною «чіткої стратегії» щодо «залякування мирного населення та придушення опору».
Міжнародна федерація прав людини та її філія в Україні Центр громадянських свобод (CSF) повідомили про докази насильницького переміщення цивільних осіб російськими військовими з обложеного Маріуполя до Росії, а також Донецької та Луганської областей та Криму з використанням практика фільтраційних таборів. За даними ФГС, сім'ї розлучили, а документи та телефони вилучили. За даними CSF, російські війська також перешкоджали проходженню мирних громадян гуманітарними коридорами на неокуповані частини України, відкриваючи по них вогонь. За словами українських чиновників, таку ж практику застосовували російські війська в Сумах, Харкові та Києві.
Директор Amnesty International в Україні в інтерв'ю Deutsche Welle 4 квітня 2022 року звинуватив Росію у використанні цілеспрямованої тактики для виснаження цивільного населення в обложених містах (навмисно перекриваючи доступ до їжі, води, електроенергії та тепла) та доставлення їх до гуманітарної катастрофи. Відзначені випадки блокування гуманітарних коридорів, обстрілів автобусів, вбивств мирних жителів, які намагалися покинути обложені міста.
Є докази того, що в багатьох випадках росіяни закликають вбивати та вбивають українців під час війни Росії проти України 2022 року тільки тому, що вони є українцями. На сайті російського державного агентства «РИА Новости» 3 квітня 2022 року з'явилася стаття із закликами вчинити геноцид українців. Ще раніше на початку війни на цьому сайті з'явилися інша шовіністична антиукраїнська стаття. Президент Польщі Анджей Дуда в Освенцимі порівняв злочини росіян в Україні до подій Голокосту. Під час виступу глава польської держави зазначив, що злочин геноциду проти єврейського народу стався через ненависть, яку нацисти вживлювали німецькому народові. Він зауважив, що зараз таку ж ненависть до українців можна побачити з боку росіян. Депутат російської Держдуми Олексій Журавльов заявив, що для «денацифікації» необхідно знищити два мільйони українців. Депутат Держдуми РФ від «Єдиної Росії» Олег Матвєйчев заявив про необхідність ліквідації таких понять як «Україна» і «українці». Перехоплені численні розмови російських військових, які закликають вбивати українців (див. Воєнні злочини під час війни Росії проти України (2022)). Заступник голови Ради безпеки Російської Федерації Дмитро Медведєв заявив, що можливо через два роки України взагалі не буде на карті світу. Д. Медведєв заявив, що Росія завжди буде воювати з Україною та буде прагнути ліквідувати Україну. Дмитро Медведєв у своєму блозі в месенджері Telegram відверто пропагує ненависть до України і відверто заявляє, що він ненавидить Україну та країни Заходу. Голова Роскосмосу Дмитро Рогозін закликав «покінчити з Україною». Подібні заяви зі закликами знищити Україну та українців дуже часто проголошують інші високі російські політики та відомі російські діячі.
Провідні експерти звинуватили РФ у геноциді та намірах знищити український народ. У правовому звіті, підписаному понад 30 провідними науковцями-правниками та експертами з геноциду, російську державу звинувачують у порушенні кількох статей Конвенції ООН про геноцид.

### Оцінки ситуації як геноциду

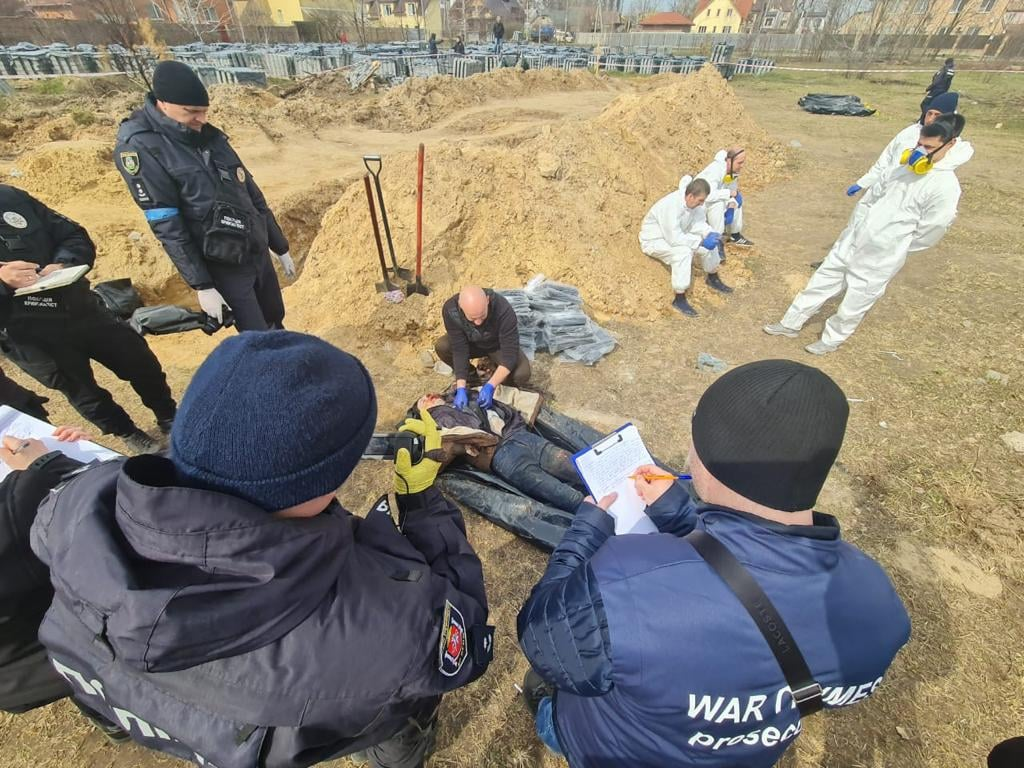
Ексгумація тіл із масового поховання у Бучі. Київська область, 8 квітня 2022 року

Ґреґорі Стентон, засновник і керівник Genocide Watch, заявив ВВС, що є докази, «що російська армія насправді має намір частково знищити українську національну групу», що пояснює вбивства мирних жителів, окрім бойовиків і військових. Коментуючи промову Володимира Путіна перед вторгненням, у якій він заявив, що восьмирічна війна на Донбасі виглядала геноцидом, Стентон вказав на те, що деякі вчені називають «дзеркальним», у якому він каже: «Часто виконавець геноциду звинувачує іншу сторону — цільові жертви — наміру вчинити геноцид до того, як це зробить винний. Саме так і сталося в даному випадку».
Доцент катедри міжнародних відносин Університету Джона Гопкінса Євген Фінкель в інтерв'ю ВВС зазначив, що те, що відбувається в Україні, є геноцидом, оскільки є докази вбивств мирних жителів, скоєних у Бучі та інших місцях на основі їхньої української приналежності. Особливу увагу він звернув на статтю оглядача Тимофія Сергєйцева, опубліковану на сайті державного інформаційного агентства РИА Новости, під назвою: «Що Росія має зробити з Україною?», в якій говориться, що «Україна неможлива як національна держава», українська націоналістична еліта «має бути ліквідована», і що «винна також значна частина населення», у чому вона заслуговує «перевиховання та ідеологічних репресій» тривалістю не менше покоління, а це «неминуче означало б деукраїнізацію». Фінкель зазначив: «Для мене зміна тону останніми тижнями в Росії, особливо серед еліти, стала поворотною точкою, яку ми називаємо порогом наміру не просто знищити державу…а й знищити ідентичність … Метою війни є деукраїнізація … не держава, а українці».
Німецьке видання Der Tagesspiegel опублікувало юридичний висновок адвоката Отто Люхтергандта, в якому йдеться про блокаду Маріуполя та численні злочини російських військових з точки зору міжнародного права, зокрема геноцид. В інтерв'ю Deutsche Welle щодо дій, які свідчать про геноцид, він заявив:
- «Перша — це оточення міста і те, що з початку березня в місто не пускають служби з української сторони, щоб забезпечити населення продуктами харчування та найнеобхіднішими для життя речами. Населення відключено від води, електроенергії та опалення, а також від мобільного зв'язку, які сьогодні є стандартом, тобто люди відключені від зв'язку із зовнішнім світом».
- "Друге — постійне бомбардування житлових масивів і людей, а особливо медичних, культурних та інших закладів, які не мають жодного відношення до влади чи військових об'єктів. Найбільш кричущим є напад на дитячу лікарню.[75][76] Тут навіть російська пропаганда суперечила собі, коли спочатку говорила, що це фейк і його взагалі не існує, а потім говорила, що там нібито розташований штаб батальйону, праворадикалів і «нацистів».
- «І з цих об'єктивних фактів можна зробити висновок, що суб'єктивний намір російських військ чи президента Путіна — знищити, стерти місто та його населення з лиця землі. Тобто систематично знищується населення, проводяться планові дії, а не якісь випадкові бомбардування».

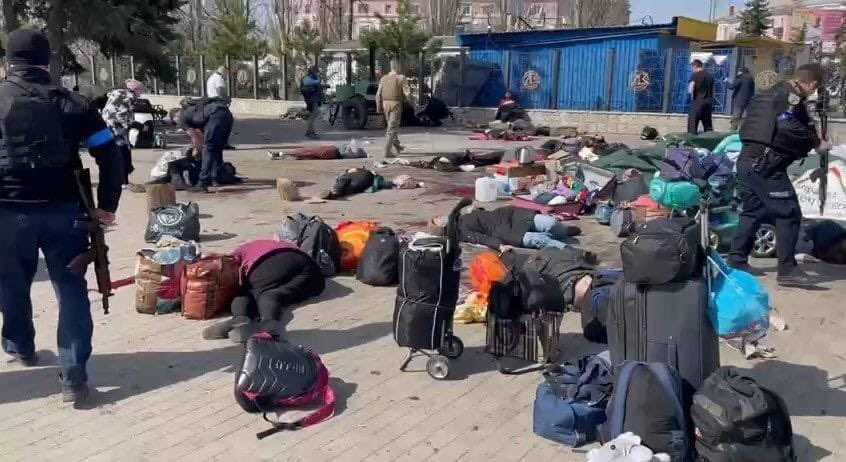
Тіла жертв нападу на залізничний вокзал Краматорська

Щодо того, що термін «геноцид» має на увазі знищення певного етносу, він зазначив: «Так, тому що мова йде про громаду міста Маріуполя як частину українського населення, тобто української національної групи. Під злочином розуміється захист від дій, спрямованих на знищення не тільки всієї групи, але й її частини».
Доцент катедри міжнародного права Інституту міжнародних відносин Київського національного університету імені Тараса Шевченка Захар Тропін на своїй сторінці у Facebook зазначив: «Жахливі події в Бучі, Ірпіні та Гостомелі (і взагалі в Україні) повинні бути розглядається і згадується у зв'язку з цілями так званої „спецоперації“ Російської Федерації. Про це прямо говорило керівництво агресора — так звану „денацифікацію“. З огляду на те, що зроблено, це прямий заклик, планування та керівництво геноцидом в Україні. Логіка проста: події в Бучі, Ірпіні та Гостомелі плюс мета так званої „спецоперації“, „денацифікації“ = злочин геноциду».
Професор Єльського університету Тімоті Снайдер, який спеціалізується на історії Східної Європи та Голокосту, у статті для The Washington Post стверджував, на основі аналізу заяв, заяв і виступів російського президента за останні десятиліття, що Володимир Путін мав давні «геноцидні» наміри проти українців. Снайдер зазначив: «Побачити геноцидний прагнення Путіна — це допомогти деяким з нас зрозуміти, звідки взялася ця війна, куди вона йде і чому її не можна програти».

### Твердження про недостатність доказів геноциду
Айслінґ Рейді, старший юрисконсульт Human Rights Watch, прокоментував Deutsche Welle 3 квітня 2022 року, що в Бучі, «безперечно, є воєнні злочини, потенційно злочини проти людства, де ми бачимо, як вбивають мирних жителів і, очевидно, вбивають у підсумку формат страти», заявивши, що «занадто рано» називати те, що сталося геноцидом.
Професор міжнародного права Американського університету і колишній адвокат Міжнародного кримінального суду Ребекка Гамільтон зазначила, що термін «геноцид» часто використовується представниками громадськості «для опису жахливої ситуації, яка здається неймовірною, коли здається, що вбивають лише мирних мешканців» з тієї причини, що вони в даному випадку українці". Проте, на її думку, «юридичне визначення геноциду дуже конкретне, і ми ще не дійшли до тієї стадії, коли було зібрано достатньо доказів, щоб дати правову оцінку того, чи мав місце геноцид».
Професор права з прав людини Американського університету та колишній спеціальний радник ООН із запобігання геноциду Хуан Мендес прокоментував: «Я думаю, що це заслуговує на розслідування. Звісно, було б серйозною помилкою ігнорувати той факт, що багато жертв поки що були явно цивільними, можливо, тому, що вони були українцями — це національне походження, умова, яка вписується в часткове визначення геноциду … Але те, що вбивають мирних жителів, не обов'язково є геноцидом».
Джонатан Лідер Мейнард, викладач міжнародної політики в Королівському коледжі Лондона, стверджував, що докази все ще занадто розпливчасті відповідно до суворого формулювання Конвенції про геноцид. Він зазначив: «Можливо, ці звірства могли бути геноцидом або могли перерости в геноцид у майбутньому, але доказів все ще недостатньо. У той же час Мейнард звернув увагу на „глибоко тривожну“ риторику російського президента, який заперечував історичне існування України як незалежної держави. За його словами, це ілюструє „геноцидний спосіб мислення“, коли Володимир Путін вважає, що Україна „фейкова, тому не має права на існування“.
Філіп Сендс, директор Центру міжнародних судів і трибуналів при Університетському коледжі Лондона, зазначив у коментарі BBC, що є докази воєнних злочинів з огляду на напади на мирних жителів, а облога портового міста Маріуполь, схоже, є злочином проти людства. Однак, щоб довести геноцид за міжнародним правом, прокурор повинен встановити намір повністю або частково знищити групу. І міжнародні суди, за його оцінкою, встановили дуже високий поріг для доведення цього. Намір можна встановити за допомогою прямих доказів, коли зловмисники кажуть, що вони вбивають людей, щоб знищити групу, яка, як стверджує Сендс, навряд чи існує, або її можна зробити висновок із моделі поведінки. На його думку, поїздка до Бучі та систематичне вбивство значної частини дорослих чоловіків однієї національної чи релігійної групи може бути ознакою наміру вчинити геноцид… Але на даному етапі ми не маємо достатньо доказів, щоб точно знати, що сталося і чому. Я вважаю правильним бути надзвичайно уважним до ознак наміру геноциду, оскільки війна просувається на схід України і стає все більш жорстокою».
Директор Центру вивчення геноциду та прав людини Ратґерського університету Александр Гінтон в інтерв'ю ВВС зазначив, що «в Україні внаслідок бомбардувань з руйнуваннями та нападами безперечно відбуваються воєнні злочини та злочини проти людства на цивільних». Він також звернув увагу на геноцидну риторику Володимира Путіна, однак, на його думку, це має бути чітко пов'язане із звірствами на місцях, щоб довести умисел геноциду. Він заявив: «Я б не сказав, що це геноцид, як сказав [президент] Зеленський, але я б сказав, що є тривожні ознаки. Загроза ризику дуже висока».

## Процес розслідування

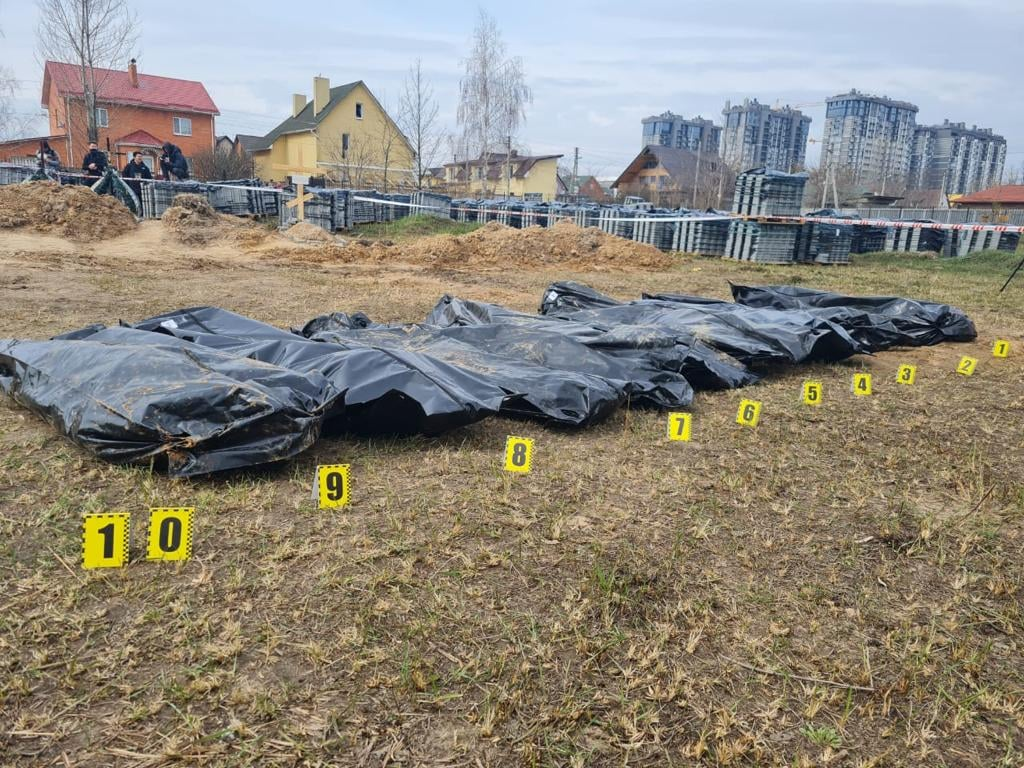
У Бучі після російської окупації міста мішки з убитими мирними жителями

На початку березня 2022 року головний прокурор Міжнародного кримінального суду Карім Ахмад Хан у відповідь на звернення 39 країн розпочав розслідування звинувачень у воєнних злочинах, а також злочинах проти людяності чи геноциді в Україні «будь-якою особою» з листопада 2013 року. Попереднє розслідування встановило «достатні підстави вважати, що були вчинені злочини, віднесені до юрисдикції суду» та «визначило потенційні випадки, які можуть бути допустимими».
4 березня 2022 року Рада ООН з прав людини створила незалежну міжнародну комісію з розслідування геноциду українців. Окремо проводилися й інші розслідування, ініціаторами яких були незалежні держави.